# Ferdinand Christoph Oetinger

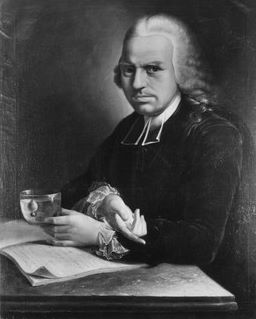
Ferdinand Christoph Oetinger auf einem Gemälde in der Tübinger Professorengalerie

Ferdinand Christoph Oetinger (* 18. Februar 1719 in Göppingen; † 10. April 1772 in Tübingen) war ein deutscher Arzt, Professor der Medizin in Tübingen, Herzoglich Württembergischer Rat und Leibarzt sowie 1768/69 Prorektor der Universität Tübingen.

## Leben
Ferdinand Christoph Oetinger war Sohn von Johann Christoph Oetinger II. (1668–1733), Stadt- und Amtsschreiber in Göppingen, und von dessen zweiter Ehefrau (Hochzeit in Stuttgart 1696), Rosina Dorothea Oetinger, geb. Wölffing (1676–1727). Er immatrikulierte sich 1732 an der Universität Tübingen, wurde dort 1760 außerordentlicher Professor und 1762 ordentlicher Professor für Medizin. Er war 1738 in Halle an der Saale zum Dr. med. promoviert worden. Er wurde Physikus in Urach und zugleich in Münsingen. Außerdem war er Stadt-, Amts- und Klosterphysikus in Tübingen und Bebenhausen. Vom 1. November 1768 bis zum 2. Mai 1769 war er Prorektor der Universität Tübingen, während Herzog Carl Eugen von Württemberg vom 2. November 1767 bis zu seinem Tod am 24. Oktober 1793 offiziell das Amt des Rector magnificentissimus der Universität bekleidete. Sein Porträt hängt in der Tübinger Professorengalerie.
Bedeutsam ist er vor allem als Lehrer zweier Ärzte geworden, die sich für den animalischen Magnetismus eingesetzt haben: 
1. des mit Heilbronn und der dortigen Reichsritterschaft in Verbindung stehenden Tübinger Arztes Christian Friedrich (von) Reuß (1745–1813), seit 1773 postum Schwiegersohn Ferdinand Christoph Oetingers.
2. des Heilbronner Arztes Eberhard Gmelin, zu dessen Patienten Friedrich Schiller und Justinus Kerner gehörten, dazu als Patientinnen Lisette Kornacher, Charlotte Elisabethe Zobel und Caroline Heigelin. Kornacher wurde lange Zeit als "Ur-Käthchen", d. h. als Vorbild für die literarische Figur des Käthchens von Heilbronn, angesehen. (Bei einem Begriff wie "Ur-Käthchen"  wirkte die Begeisterung für die Fortschritte auf dem Gebiet der Paläontologie, Vor- und Frühgeschichte mit.) Heute sehen manche Forscher in Zobel oder auch Heigelin eine von mehreren möglichen Anregungen für die literarische Figur des Käthchens von Heilbronn.
Zu den Nachkommen Ferdinand Christoph Oetingers gehört der Tübinger Theologieprofessor Peter Stuhlmacher. Unter Ferdinand Christoph Oetingers Geschwistern ist der pietistische Theosoph Friedrich Christoph Oetinger hervorzuheben.